# 2MASS J00511078-1544169
2MASS J00511078-1544169 ist ein L-Zwerg der Spektralklasse L3,5 im Sternbild Walfisch. Er wurde 2000 von J. Davy Kirkpatrick et al. entdeckt.